# Stefano Ghisolfi
Stefano Ghisolfi, né en 1993, est un grimpeur professionnel italien, pratiquant d'escalade sportive et de bloc en compétition. Il a aussi effectué des ascensions de voies parmi les plus difficiles du monde, en particulier avec ses trois réalisations en 9b+. Il est le frère de la grimpeuse Claudia Ghisolfi.

## Biographie
Le 2 novembre 2015, il libère Lapsus, la première voie cotée 9b d'Italie.
Le 7 décembre 2018, il répète Perfecto Mundo et devient le quatrième grimpeur au monde à réaliser une voie de niveau 9b+.
Le 29 septembre 2020, il réalise la première répétition de Change (9b+).
Le 24 août 2021, il réalise la première répétition de Bibliographie, initialement cotée 9c, qu'il décote à 9b+.
En février 2023, il termine Excalibur après que le grimpeur tchèque Adam Ondra abandonne le projet, il la cote 9b+.

## Ascensions remarquables
| Nom            | Site                      | Date              | Commentaires                               |
| -------------- | ------------------------- | ----------------- | ------------------------------------------ |
| Bibliographie  | Montagne de Céüse, France | 24 août 2021      | Première répétition, initialement cotée 9c |
| Change         | Flatanger, Norvège        | 29 septembre 2020 | Première répétition                        |
| Perfecto Mundo | Margalef, Espagne         | 7 décembre 2018   | Première répétition                        |
| Excalibur      | Arco, Italie              | février 2023      | Ouverture                                  |